# Isabella Tree
Isabella Tree, Lady Burrell, née en 1964, est une autrice et écrivaine-voyageuse britannique. 

## Biographie

### Formation
Isabella Tree fréquente l'école Millfield (en) et va à l’Université de Londres.

### Carrière
De 1993 à 1995, Isabella Tree est reporter pour le Evening Standard. En 1999, elle remporte le prix Travelex pour les écrivains-voyageurs avec un article sur les Kumaris du Népal, « Déesses vivantes » - « Grandes et puissantes » - rédigé pour le Sunday Times. 
Elle est l'autrice de l'essai Wilding : the return of nature to a British farm (en français : Le réensauvagement de la ferme à Knepp), qui a reçu le prix de la société de littérature Richard Jefferies. Ce livre décrit la création de Knepp Wildland, projet phare du rewilding au Royaume-Uni. Cette initiative s'étend sur 1 400 hectares sur les terres du château de Knepp, demeure ancestrale de son mari, Sir Charles Burrell, propriétaire foncier et défenseur de l'environnement.
Depuis 2016, elle écrit pour le Sunday Times, l'Evening Standard et l'Observer, History Today.

## Publications
- Islands in the Clouds : Travels in the Highlands of New Guinea, 1996, 276 p. (ISBN 9780864423696)
- Sliced Iguana : Travels in Mexico, 2001, 348 p. (ISBN 1845114965)
- The Bird Man : The Extraordinary Story of John Gould, 2004, 250 p. (ISBN 071262158X)
- The Living Goddess, 2014 (ISBN 978-0143422549)
- Le réensauvagement de la ferme à Knepp [« Wilding: the return of nature to a British farm »] (trad. de l'anglais par Amanda Prat-Giral), Arles/61-Lonrai, Actes Sud, 2022 (1re éd. 2018), 474 p. (ISBN 978-2-330-17011-0)
- The Book of Wilding : A Practical Guide to Rewilding Big and Small, 2023 (ISBN 9781526659293)